# Valdeavellano
Valdeavellano község Spanyolországban, Guadalajara tartományban. Valdeavellano Guadalajara, Atanzón, Caspueñas, Brihuega és Valfermoso de Tajuña községekkel határos. Lakosainak száma 97 fő (2024).

## Népesség
A település népessége az utóbbi években az alábbiak szerint változott:
| Lakosok száma | 85   | 103  | 104  | 101  | 115  | 99   | 106  | 114  | 100  | 97   |
|               | 2001 | 2004 | 2006 | 2009 | 2011 | 2014 | 2016 | 2019 | 2021 | 2024 |